# Bellottia cryptica
Bellottia cryptica är en fiskart som beskrevs av Nielsen, Ross och Cohen 2009. Bellottia cryptica ingår i släktet Bellottia och familjen Bythitidae. Inga underarter finns listade.